# Sinanapis wuyi
Espèce
Sinanapis wuyi est une espèce d'araignées aranéomorphes de la famille des Anapidae.

## Distribution
Cette espèce est endémique de Chine. Elle se rencontre au Fujian, au Jiangxi et au Hunan.

## Description
Le mâle holotype mesure 1,77 mm.
La femelle décrite par Yuan et Peng en 2014 mesure 1,85 mm et le mâle 2,13 mm.

## Étymologie
Son nom d'espèce lui a été donné en référence au lieu de sa découverte, les monts Wuyi.

## Publication originale
- Jin & Zhang, 2013 : A new species of the genus Sinanapis Wunderlich & Song (Araneae, Anapidae) from China. Zootaxa, no 3681(3), p. 289-292.